# Apocalypse: Save Us
Apocalypse: Save Us è il secondo album in studio in lingua coreana del girl group sudcoreano Dreamcatcher, pubblicato nel 2022.

## Tracce
- 1. Intro: Save Us - 1:01 (Ollounder, LEEZ)
- 2. Locked Inside A Door - 3:07 (LEEZ, Ollounder, Maddox, D.Van)
- 3. Maison - 3:05 (Ollounder, LEEZ)
- 4. Starlight - 3:19 (LEEZ, Ollounder, Max Borghetti)[1]
- 5. Together - 3:44 (Ollounder, LEEZ, Maddox)
- 6. 널 위해 (Always) – 4:29 (Ollounder, LEEZ)
- 7. Skit: The Seven Doors - 1:45 (LEEZ, Ollounder)
- 8. Cherry (Real Miracle) – 3:15 (JiU, Ollounder, Peperoni)
- 9. No Dot - 3:19 (SuA, Oliv, LEEZ, Ollounder)
- 10. 황홀경 (極夜, Entrancing) – 3:32 (Siyeon, Kim Jun-hyeok, LEEZ)
- 11. 한겨울 (寒冬, Winter) – 3:51 (Handong, Ollounder, Han Soo Seok)
- 12. For - 3:44 (Yoohyeon, Buddy, Maddox)
- 13. Beauty Full - 3:03 (Dami, Kim Jun-hyeok, LEEZ)
- 14. Playground - 3:01 (Gahyeon, Han Soo Seok, LEEZ)